# Джери Лин
Джереми Лин (на английски: Jerry Lynn) е американски професионален борец.

## Начало
Лин започва да се занимава с борба през 1988 в различни независими промоции в областта на Минесота. Първата му телевизионна поява е по ESPN и се състои през 1989 и 1990 г. като част от ростера на AWA (American Wrestling Association).
След като AWA фалира, Лин се състезава в Global Wrestling Federation в Далас, Тексас. Докато е в GWF, Лин печели титлата в Лека категория (GWF Light Heavyweight Championship). Лин започва и епична двугодишна вражда с Гръмотевичното Хлапе (The Lightning Kid), която показва и двамата в значителна светлина.

### WCW
Джери Лин бива забелязан първо от огромна аудиенция в World Championship Wrestling (WCW), където дебютира под образа на маскирания Mr. J. L. Летящият Лин влиза в леката категория на WCW, където се изправя срещу Мексиканските лучадори и голямо разнообразие от борци като Крис Беноа, Дийн Маленко, Еди Гереро, Крис Джерико и Алекс Райт.

### ECW
След като напуска WCW, Лин се присъединява към Extreme Championship Wrestling (ECW), където си създава голямо име като отличен борец. Враждата му с Роб Ван Дам включва няколко мача, които някои фенове определят като най-добрите мачове на всички времена. По време на враждата, Лин започва да се определя като „The new f’n show“, подигравайки се на прякоеа на Ван Дам, „The whole f’n show“. На 1 октомври 2000 Лин побеждава Justin Credible за Световната титла на шампионата (ECW World Heavyweight Championship).

### WWF
След фалита на ECW през април 2001, Лин бива нает от (WWF)World Wrestling Federation(Сега WWE) в средата на 2001. Там той побеждава Катастрофата Холи за титлата в Лека категория още в дебютния си мач. Той се изправя срещу Роб Ван Дам на едно от седмичните шоута „Sunday Night HEAT“, опитвайки се да възроди враждата им, но мачът им приключва заради телевизионната програма. На 5 юни 2001, той губи титлата от Джеф Харди във внезапен мач. Лин напуска WWF на 22 февруари 2002, явявайки се на PPV събитие за World Wrestling All-Stars само няколко дни по-късно.

## TNA
През 2002 г. Лин подписва с Total Nonstop Action Wrestling, дебютирайки на първото шоу на компанията в отборен мач, заедно с AJ Styles и Low-Ki срещу Летящите Елвиси (Хорхе Естрада, Джими Йенг и Сони Сиаки). По-късно участва в мач с двойна елиминация, заедно със Стайлс, Low-Ki и Psicosis, където победителят щеше да стане първия шампион на Х Дивизията, но мачът и титлата биват спечелени от Стайлс. Също така, той става и NWA Отборен шампион на третото шоу на TNA, съюзявайки се със Стайлс и печелейки турнир за вакантните титли.
По-късно Лин започва вражда със Стайлс, правейки няколко различни мача, в които си разменяха по няколко победи. На 28 август 2002 Лин печели първата си Х титла, побеждавайки Стайлс и Low-Ki в мач със стълби. Двамата продължават враждата и след загубата на Х титлата от Syxx-Pac, тъй като Стайлс побеждава Пак и става отново шампион. Двамата се срещат отново в мач за титлата на 6 ноември 2002, когато Лин побеждава и става двукратен Х шампион.
Лин се придържа стриктно към Х Дивизията и през годините си в TNA се състезава само там (както и в няколко отборни мача, измежду които отново печели титлите по двойки, този път с млад талан на име The Amazing Red). Става капитан на Team USA по време на международния турнир World X Cup 2004, който неговият отбор печели. През февруари 2004 той получава лоша контузия на рамото, разкъсвайки сухожилието си от кокала, след като пада от провален Juvi Driver от ръцете на Хувънтуд Герера. Тогава Лин става пътен агент, планирайки мачове и обучавайки по-млади таланти, макар да продължава да участва в някои от хаус шоутата на компанията.
Лин се завръща на ринга на 10 юни 2005, когато се изправя срещу Justin Credible на „Hardcore Homecomming“, шоу, в което се събират талантите от фалиралата ECW, организирано от възпитаника на шампионата, Шейн Дъглас. На 17 юли 2005 Лин е рефер в мач между AJ Стайлс и Шон Уолтман (Syxx-Pac), отказвайки да позволи на Уолтман да мами в мача, а така и позволявайки на Стайлс да го победи. Това води до мач между Лин и Уолтман на 14 август на Sacrifice 2005, който Лин печели с победно преобръщане. След мача Уолтман празнува с победителя, след което го атакува в гръб. На следващата седмица на седмичното шоу на TNA, iMPACT!, се обявява, че контузията в рамото на Лин се е препоявила.
През януари 2006 той започва отново да се появява пред камерата, вече като пътен агент, наблюдавайки мачовете на Алекс Шели, Остин Ейрис и Родерик Стронг, които урежда в отборен мач срещу Крис Сейбин, Сонджей Дът и Мат Бентли на Final Resolution (който те печелят).
Последните изяви пред камерата на Лин са когато съветва отбора на Team USA за World X Cup 2006 и посочва Крис Сейбин за негов заместник като капитан.
Джери Лин се завръща като активен борец в TNA през януари 2007 г., за да се състезава за титлата на Х Дивизията, провокиран от Крис Сейбин. На Final Resolution 2007, той влиза в троен мач срещу тогавашния шампион Кристофър Даниелс и Крис Сейбин и в края на мача заковава патентованата си хватка Cradle Piledriver на шампиона, но Сейбин го изненадва с преобръщане и печели мача. След това Лин продължи да враждува със Сейбин за титлата, но отново губи мача между тях на Aggainst All Odds. На Destination X двамата влизат в мач 2 от 3 победи и Лин отбелязваш един туш над шампиона, но губи след намеса на завръщащия се Кристофър Даниелс.
Лин иска мъст срещу Даниелс и на Lockdown двамата влизат в шестоъгълна клетка, но Лин отново губи.
На Sacrifice 2007, Джери Лин участва в четворен мач на Х дивизията срещу Алекс Шели, Сенши (Low-Ki) и Тигрова Маска IV. Лин печели мача, след като тушира Шели с преобръщане. Следващата му PPV изява е на Slammiversary 2007, когато се съюзява с дебютиращия в кеча футболист Франк Уайчек, за да поеме Джеймс Сторм и Рон Килингс. Лин и Уайчек печелят мача, когато Уайчек заковава патента на Cradle Piledriver върху Сторм.
На 15 юли 2007, на Victory Road '07, Лин се съюзява с бившия шампион на WWF Боб Беклънд, за да защити „старата школа“ на кеча и двамата се изправят срещу „новата школа“ на Motor City Machine Guns – Алекс Шели и Крис Сейбин. По време на мача Кевин Неш, който е в ъгъла на Шели и Сейбин, поваля Лин, позволявайки на Шели и Сейбин да му нанесат поредица разновидни ритници, след които Сейбин го покрива и тушира.
Джери Лин иска освобождаването си от TNA през август.

## В кеча
- Коронни и патентовани хватки
  - Бормашина-люлка (Cradle Piledriver – бормашина с ключ на единия крак)
  - Надгробна плоча-люлка (Tombstone Cradle)
  - Кръстосан ключ на ръката – като Г-н Джей Ел
  - Торнадно ДДТ
  - ТКО
  - Криптонитна захапка
  - Торнаден гърботрошач

## В личния живот
Джери Лин е женен и има две дъщери. Едната е 12-годишна, а другата е родена на 28 август 2006 г.

## Титли и постижения
- - CWA Heavyweight шампион
  - ECW World Heavyweight шампион
  - GCW Heavyweight шампион
  - GWF Light Heavyweight шампион
  - IWA Mid-South Heavyweight шампион
  - NEPW Triple Crown шампион
  - NYWC Heavyweight шампион
  - PWA шампион
  - PWA Tag Team шампион (с The Lightning Kid)
  - PWA Light Heavyweight шампион (3-кратен)
  - Pro Wrestling Illustrated:
    - Ранкиран #281 от 500-те най-дбобри борци през 2003 г.
    - Награда за най-напреднал борец през 1999 г.

  - TNA X Division шампион (3-кратен)
  - 2-кратен NWA World Tag Team шампион (2-кратен) – 1-кратен с A.J. Стайлс, 1-кратен с Amazing Red
  - 2004 World X Cup Победител – с Крис Сейбин, Кристофър Даниелс и Еликс Скипър от Team USA
  - WWA Cruiserweight шампион
  - WWF Light Heavyweight шампион